# Болезнь X
Болезнь X — наименование теоретического неизвестного патогена, способного вызвать эпидемию или пандемию, принятого Всемирной Организацией Здравоохранения в феврале 2018 года для перечня патогенов и заболеваний, требующих срочной разработки лекарств или способов лечения. Так, подобное обозначение было принято ВОЗ в рамках оптимизации планирования и его гибкости, дабы иметь возможность в экстренном порядке адаптироваться к новому и неизвестному патогену, быстро начав разработку вакцины или методики лечения.

## История возникновения термина
В мае 2015 года, в ходе подготовки к гипотетической пандемии, члены ВОЗ предложили создать единый план для исследований и разработок в рамках предотвращения эпидемии, дабы создать единую стратегию, которая позволила бы сократить время между выявлением вспышек вируса и одобрением/разработкой вакцин и методов лечения, дабы вспышка не могла разрастись до пандемии или катастрофу в области общественного здравоохранения. Основное внимание в плане должно было уделяться наиболее серьёзным возникающим инфекциям, для которых было бы доступно несколько вариантов профилактики. В рамках разработки подобного плана, была создана «Научная консультативная группа R&D Blueprint» ВОЗ для составления списков и плана.
Таким образом, начиная с 2015 года, ВОЗ ежегодно публиковала до 10 наиболее опасных заболеваний, требующих экстренного поиска лекарства и вакцины для защиты населения при возможных вспышках.
Спустя три года, в феврале 2018 года, в рамках ежегодной встрече в Женеве для составления подобного плана, внесла в список термин «Болезнь X», в качестве резервного места для неизвестного гипотетического патогена, признав возможность в будущем пандемий и эпидемий, которые могут быть вызваны ранее неизвестным патогеном, создав гибкость в собственном планировании и реагировании на новые обстоятельства

## Мнения
По мнению директора Национального института аллергии и инфекционных заболеваний США — Энтони Фаучи, концепция создания термина для неизвестного гипотетического патогена в рамках планирования позволит ВОЗ (и другим организациям) сосредотачивать свои исследования не на конкретных вирусах или штаммах, а на целых классах, позволив кратно улучшить способность ВОЗ или других организаций реагировать на непредвиденные эпидемии и заболевания.
Джонатан Д. Квик, автор книги «Конец эпидемий» , охарактеризовал введение ВОЗ, назвав новый термин «мудрым с точки зрения информирования о риске», заявив, что «паника и самоуспокоенность являются отличительными чертами реакции мира на инфекционные заболевания, при этом самоуспокоенность в настоящее время несёт значимую угрозу».
Women's Health писала, что введение термина «может показаться неприятным ходом, призванным спровоцировать панику», но вся цель включения его в список состояла в том, чтобы «привлечь внимание людей к возможной угрозе».
Ричард Хэтчетт из Коалиции за инновации в обеспечении готовности к эпидемиям (CEPI) написал: «Это может звучать как научная фантастика, но мы должны подготовиться к болезни X», отметив, что, несмотря на успех в борьбе с эпидемией вируса Эбола в Западной Африке в 2014 г., штаммы болезни вернулась в 2018 году.  В феврале 2019 года CEPI объявила о выделении 34 миллионов долларов США немецкой биофармацевтической компании CureVac для разработки «прототипа РНК-принтера», который, по словам CEPI, может «подготовиться к быстрому реагированию на неизвестные патогены».
Были проведены параллели с усилиями Агентства США по международному развитию (USAID) и их программы PREDICT, которая была разработана для использования в качестве системы раннего предупреждения о пандемии путем поиска и исследования вирусов животных в определенных «горячих точках» взаимодействия животных и человека.
В сентябре 2019 года The Daily Telegraph сообщила о том, как Служба общественного здравоохранения Англии (PHE) начала собственное расследование потенциального заболевания X в Соединенном Королевстве из-за широкого спектра заболеваний, зарегистрированных в их системе здравоохранения; они отметили, что за последнее десятилетие PHE зарегистрировало 12 новых заболеваний и/или вирусов.
В октябре 2019 года в Нью-Йорке в рамках Программы ВОЗ по чрезвычайным ситуациям в области здравоохранения был проведен «фиктивный запуск болезни X», чтобы смоделировать глобальную пандемию болезни X, чтобы ее 150 участников из различных мировых агентств здравоохранения и систем общественного здравоохранения могли лучше подготовиться и поделиться идеями и наблюдениями в рамках борьбы с такой угрозой.
В марте 2020 года журнал The Lancet Infectious Diseases опубликовал статью под названием «Болезнь X: ускорение разработки медицинских контрмер для следующей пандемии», в которой этот термин был расширен за счет включения патогена X (патоген , вызывающий заболевание X) и определены области разработка продукта и международная координация, которые помогут в борьбе с любым заболеванием X в будущем.
В апреле 2020 года The Daily Telegraph описала ремдесивир — лекарство, испытываемое для борьбы с COVID-19, над которым Gilead Sciences начала работать десять лет назад для лечения будущей болезни X.
По мнению микробиологов, генетиков и вирусологов, в том числе эксперты ВОЗ, предположили, что COVID-19 и его штамм SARS-CoV-2 стали первым боевым опытом для использования подобного термина в планировании, позволив впервые на практике использовать зарезервированное определение для опасной пандемии.
Вспышка оспы обезьян в 2022 году также считается примером болезни X, в частности, МЗ Великобритании.